# Едуардс Борис Васильович
Борис Васильович Едуардс (Едвардс; рос. Эдуардс Борис Васильевич; 15 травня (27 травня) 1860, Одеса — 12 лютого 1924, Мальта) — український і російський скульптор.

## Життєпис
Народився в 1860 в Одесі в родині англійського комерсанта.
У 1876-1881 навчався в Одеській рисувальній школі у професора міланської Академії мистецтв Луїджі Іоріні. За роки навчання отримав 4 заохочувальні медалі.
У 1881-1883 навчався у Петербурзькій академії мистецтв (залишив навчання за станом здоров'я), з 1915 — її академік.
Один із засновників Товариства південноросійських художників.
У 1888 році за роботи представлені на щорічній виставці Петербурзької Академії мистецтв Едуардс отримав від Академії звання класного художника 3-го ступеня. Свої ранні скульптури Едуардс виконував в гіпсі і глині. Пізніше втілював їх у мармурі.
У 1919 емігрував. Помер у 1924 на Мальті.

## Твори скульптора
- Жанрові композиції «Катерина» (1885), «Життя невеселе» (1887—99), «Неждані вісті» (1887), портрети Н. Кондакова і Л. Пастера (1887)
- В експозиції Одеського художнього музею представлені: «Шурка» (мармур, 1896), «Христос і грішниця» (мармур, 1899), «Втіха» і «Сплячий старий» (мармур, кінець 1890-х), «Приємні підношення» (2 варіанти: в бронзі і в з'єднанні бронзи і мармуру, кінець 1890-х), Олександр Суворов (варіант виливки з бронзи пам'ятника в Очакові, 1903)
- Скульптура «Ерот і Психея» (мармур) в «Пале-Роялі», Одеса (копія з оригіналу, виготовленого у ІІ ст. до н. е. у Греції)
- Пам'ятник О. С. Пушкіну у Харкові, проєкт: ? р., відкриття: 1904 р.
- Пам'ятник М. В. Гоголю у Харкові, проєкт: 1904 р. Відкриття, 1909 р.
- Пам'ятник Олександру Суворову (1907) в Очакові (поруч з Очаківським військово-історичним музеєм).

## Виставки
- 1885  (Одеса) — персональна виставка в Малому біржовому залі (пізніше — будівля міської Думи). Це була перша в історії Одеси виставка скульптури
- 1887  (Одеса) — персональна виставка в будівлі Англійського клубу
- 1899  (Одеса) — ретроспектива, присвячена 15-річчю його творчої діяльності, відбулася в саду на Приморському бульварі
- 1900  (Париж) — Всесвітня виставка
- 1918  (Одеса) — персональна виставка в будівлі Одеського художнього училища

## Пам'ятники
| Назва | Дата встановлення                    | Розташування                                                     | Фото           | Джерело     |
| --- | ------------------------------------ | ---------------------------------------------------------------- | -------------- | ----------- |
| Пам'ятник Олександру Полю | 1891                                 | Кривий Ріг біля Гданцівського чавуноливарного заводу             |                |             |
| Пам'ятник Віктору Григоровичу | 1892                                 | Єлисаветград                                                     | Фото 2009 року |             |
| Пам'ятник Ерасту Андрієвському | 1898                                 | Одеса Клінічний санаторій імені Пирогова («Куяльник»)            | Фото 2015 року |             |
| Пам'ятник Петру І | 1903                                 | Таганрог                                                         | Фото 2008 року |             |
| Пам'ятник Олександрові Пушкіну Об'єкт культурної спадщини національного значення (пам'ятка монументального мистецтва), охоронний номер 200010-Н. Демонтований у 2022 році. | 1904                                 | Харків                                                           | Фото 2012 року | [ 1 ] [ 2 ] |
| Пам'ятник Миколі Гоголю Об'єкт культурної спадщини національного значення (пам'ятка монументального мистецтва), охоронний номер 200013-Н                                   | 1909                                 | Харків                                                           | Фото 2012 року | [ 1 ]       |
| Пам'ятник Олександру Суворову | 1903—1907                            | Очаків                                                           | Фото 2012 року |             |
| Пам'ятник Олександру Суворову (копію встановлено в Тульчині у 1954 році)                                                                                                   | 1911—13 26 серпня 1945 (встановлено) | Ізмаїл проспект Незалежності (поблизу Свято-Покровського собору) | Фото 2015 року | [ 3 ]       |
| Військово-історичний музей Чорноморського флоту |                                      | Севастополь                                                      | Фото 2012 року |             |
| Пам'ятник Катерині II |                                      | Краснодар                                                        | Фото 2009 року |             |